# 기갑

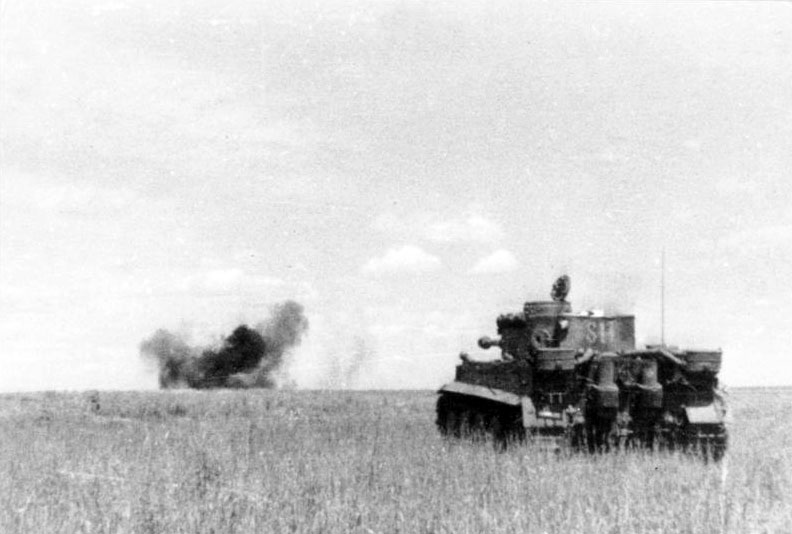
쿠르스크 전투의 티거 전차.

기갑(機甲)병과는 기갑전력(전차,장갑차 등)을 운용하는 병과를 의미하며 적의 화력으로부터 아군을 보호하는 방호력, 무장한 직사화기로 적을 공격하는 강력한 화력, 장거리를 신속히 이동할 수 있는 기동력을 갖춘 부대를 운용하여 결정적작전(적의 핵심 주력을 격멸) 임무를 수행하는 육군의 핵심 병과이다.

## 장비
육군의 기갑 및 기계화부대는 직사화기가 장착된 전차와 직사화기 및 병력수송능력을 갖춘 장갑차(궤도 및 차륜 등) 등을 운용한다.

## 기갑 및 기계화보병
기갑 및 기계화부대는 전차 및 장갑차를 운용하는 부대를 의미하는데 전차부대 위주로 편성된 기갑여단, 기계화보병부대 위주 편성된 기계화보병여단으로 분류하고 있다.
기갑 및 기계화보병부대에서 운용하는 장비로 전차는 K1계열 전차(K1, K1E1, K1A1, K1A2) 및 K2전차, 장갑차는 K200계열 및 K21 보병전투차량이 있다.(M계열 전차는 동원부대 일부 편성되어 있으나 현재 K1계열 전차로 전환 후 장비도태 예정이다.)

## 기갑의 단위부대
대한민국 육군 기갑부대의 경우 인원이 아니라 전차의 숫자로 부대규모가 정해진다. 전차소대는 3~4대의 전차로 편성되어 있으며, 소대장 및 부소대장은 각 단차의 전차장으로서 임무수행을 병행한다. 따라서 1개 전차를 책임지는 전차장이 기갑병과에서 분대장의 임무를 수행한다. 기갑 및 기계화부대 전차대대의 소대는 3대의 전차가 편성되어 있으며 보병사단 및 동원사단 전차대(중)대는 소대에 4대의 전차가 편성되어 있다. 또한 전차대대는 3개의 전차중대, 전차중대는 3개의 전차소대로 편성되어 있고 대대장 및 중대장 지휘전차가 편제되어 있다. 전차대대는 본부중대(1), 전차중대(3)로 편성되어 있다. 대대본부 및 본부중대에는 화력지원을 할 수 있는 120mm자주박격포 소대와 대대장 지휘전차, 정보작전 및 지속지원 기능별 지휘용장갑차(K277A1)가 편제되어 있다. 기갑병과의 부사관들은 다양한 보직(전차승무원, 전차장, 참모담당관, 행정보급관, 주임원사 등)에서 임무수행을 하고 있다.
전차대대는 대대장, 중대장, 소대장 등 각 제대 지휘를 위한 지휘관(자)가 탑승하는 전차가 편성되어 있으며 각 제대별 지휘관(자) 유고시 부대 예규에 의해서 지휘권이 승계되어 계속 임무수행을 한다.

## 대한민국의 기갑[1]
- 2012년부터 병과에 따른 주특기번호가 개편되었다.
- 육군의 군사특기 분류
  - 장교 : 3자리 (끝자리가 0), 군의장교 4자리
  - 준위 및 부사관 : 3자리(일반장교 3자리에서 끝자리로 세분화)
    - 준위와 부사관 모두 군사특기를 가지나, 각각 고유로 갖는 것도 있음.
    - 부사관은 50개 특기 중 방공/유도무기 정비 등 13개의 군사특기가 기본 군사특기 번호 3자리 끝에 추가 3자리를 덧붙여 부여

  - 병 6자리
    - 준위 및 부사관의 특기 기본 3자리 끝에 추가 3자리를 덧붙임.
    - 병 특수자격은 외국어 자격(15개), 특수자격(카투사 군사특기 포함 68개)이 있음.

## 같이 보기
- 포병
- 공병
- 보병
- 병과